# Брусилів (село)
Бруси́лів (старі назви — Перекоп, Новий Брусилів) — село в Україні, у Киселівській сільській громаді Чернігівського району Чернігівської області. Населення становить 858 осіб.

## Історія
Ще з литовських часів відомо про існування у місці впадіння Снова в Десну, на правому березі Снову, села Перекоп. У 1527 році Перекоп був досить великим поселення, на 40 «димів». Це і є перша письмова згадка про село. На початку XVII ст. тут функціонували перевози через Десну (поромний) та Снов.
У лютому 1633 року Перекоп як село отримав Ян Горбачевський. У травні 1636 року село Перекоп за поступкою Я. Горбачевського отримав відомий польський урядовець Адам Кисіль. У травні 1641 року А. Кисіль поступився своїми маєтностями чернігівському підкоморію Миколаєві Фірлею Броневському.
На початку 1640-х рр. Броневський поруч з Перекопом заснував слободу Новий Брусилів з переселенців містечка Брусилів на Київщині — сучасного районного центру Житомирської області. З часом села Перекоп та Новий Брусилів злилися.
12 червня 2020 року, відповідно до розпорядження Кабінету Міністрів України № 730-р «Про визначення адміністративних центрів та затвердження територій територіальних громад Чернігівської області», увійшло до складу Киселівської сільської громади.
19 липня 2020 року, в результаті адміністративно - територіальної реформи та ліквідації Чернігівського району, село увійшло до складу новоутвореного Чернігівського району Чернігівської області.

## Населення

### Мова
Розподіл населення за рідною мовою за даними перепису 2001 року:
| Мова       | Кількість | Відсоток |
| ---------- | --------- | -------- |
| українська | 1024      | 96.24%   |
| російська  | 33        | 3.10%    |
| білоруська | 7         | 0.66%    |
| Усього     | 1064      | 100%     |

## Світлини

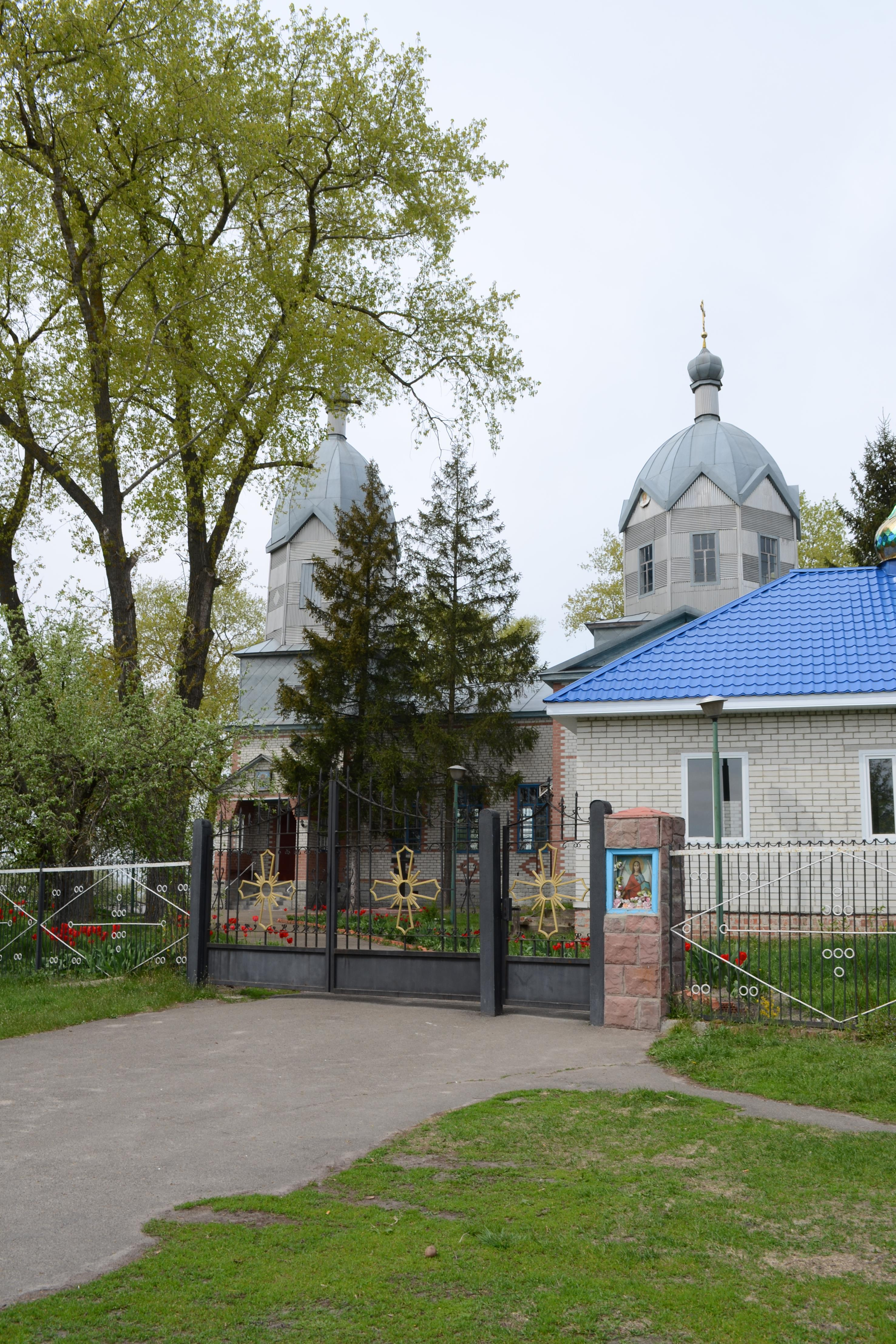
Церква
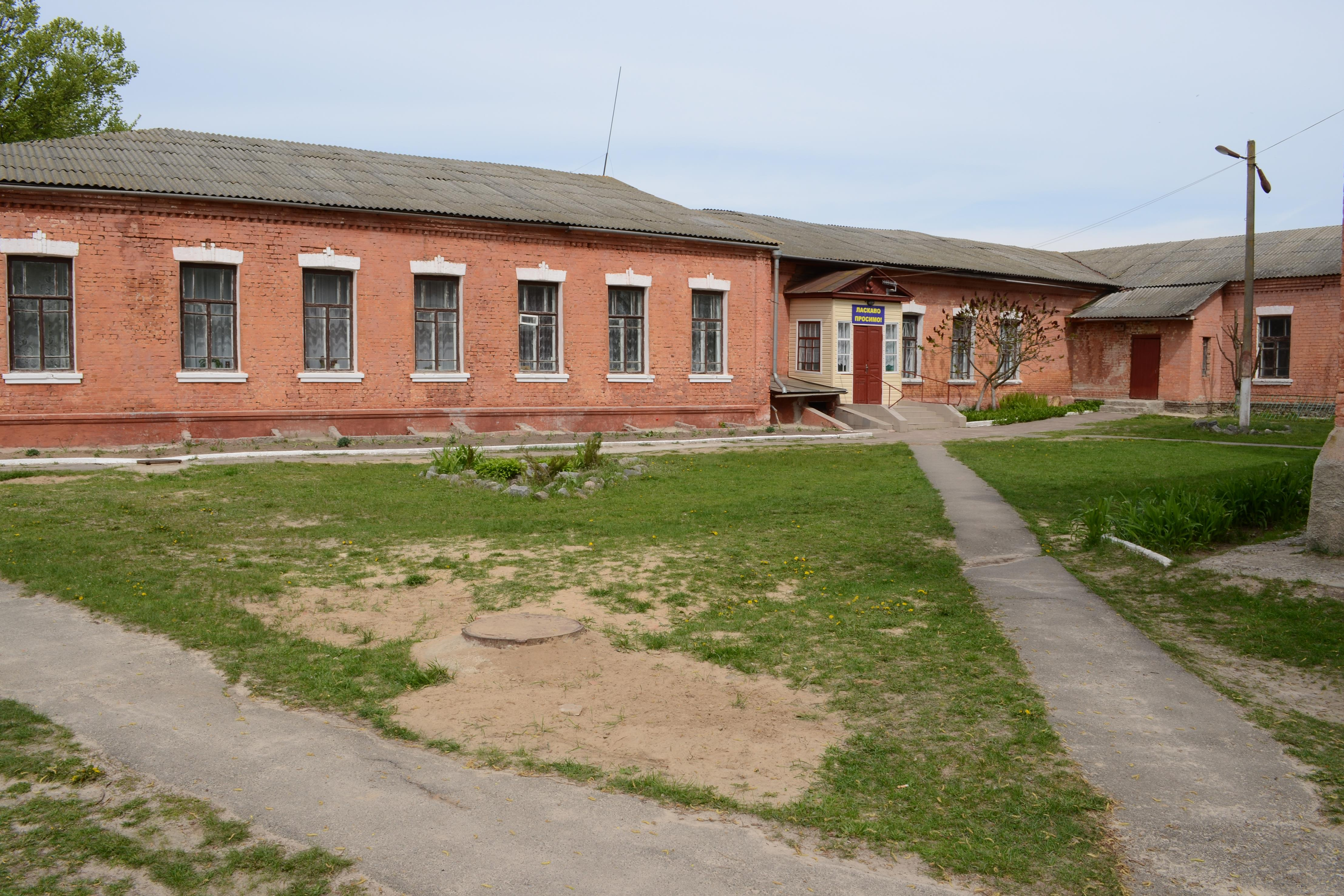
Шкільне подвір'я
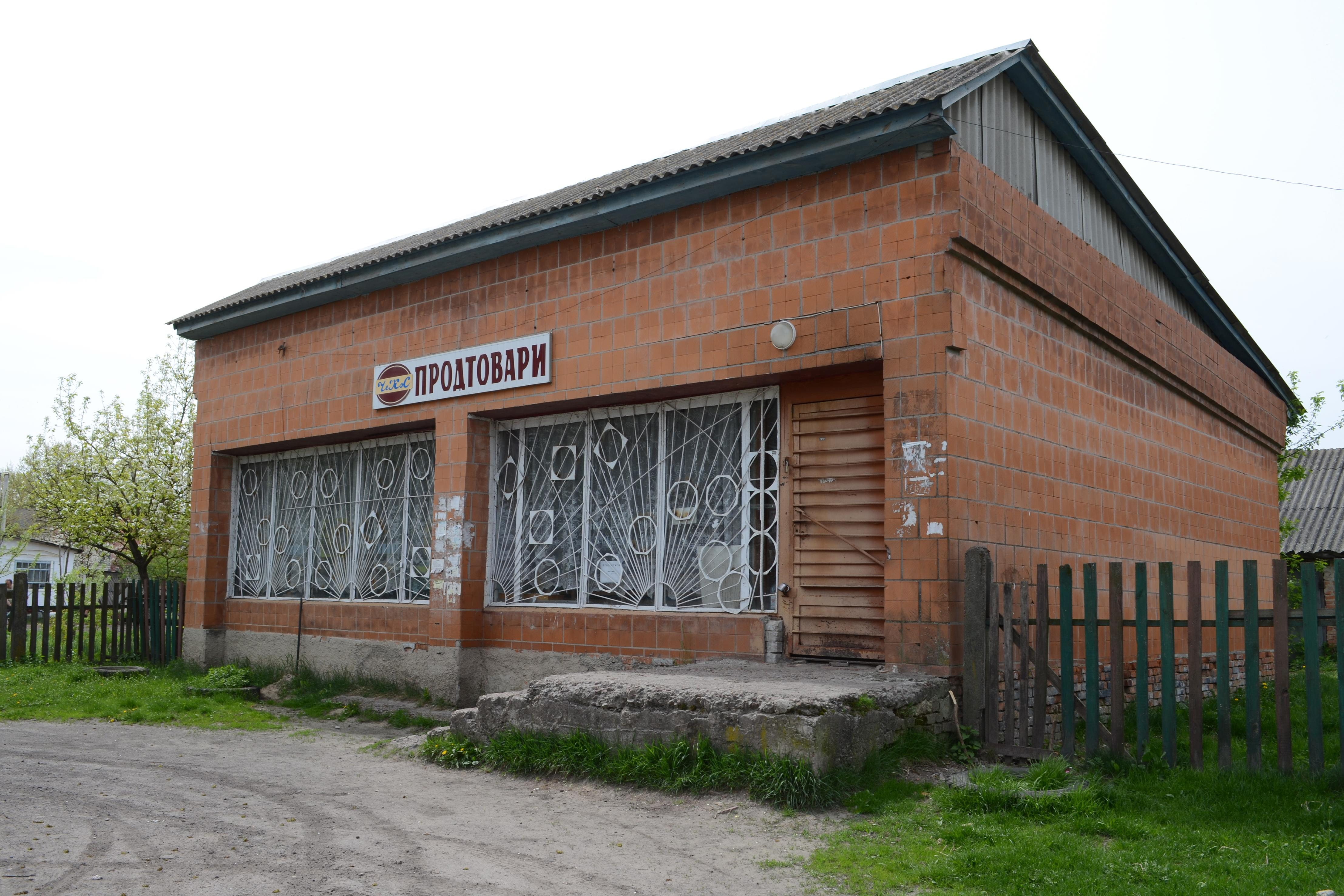
Крамниця
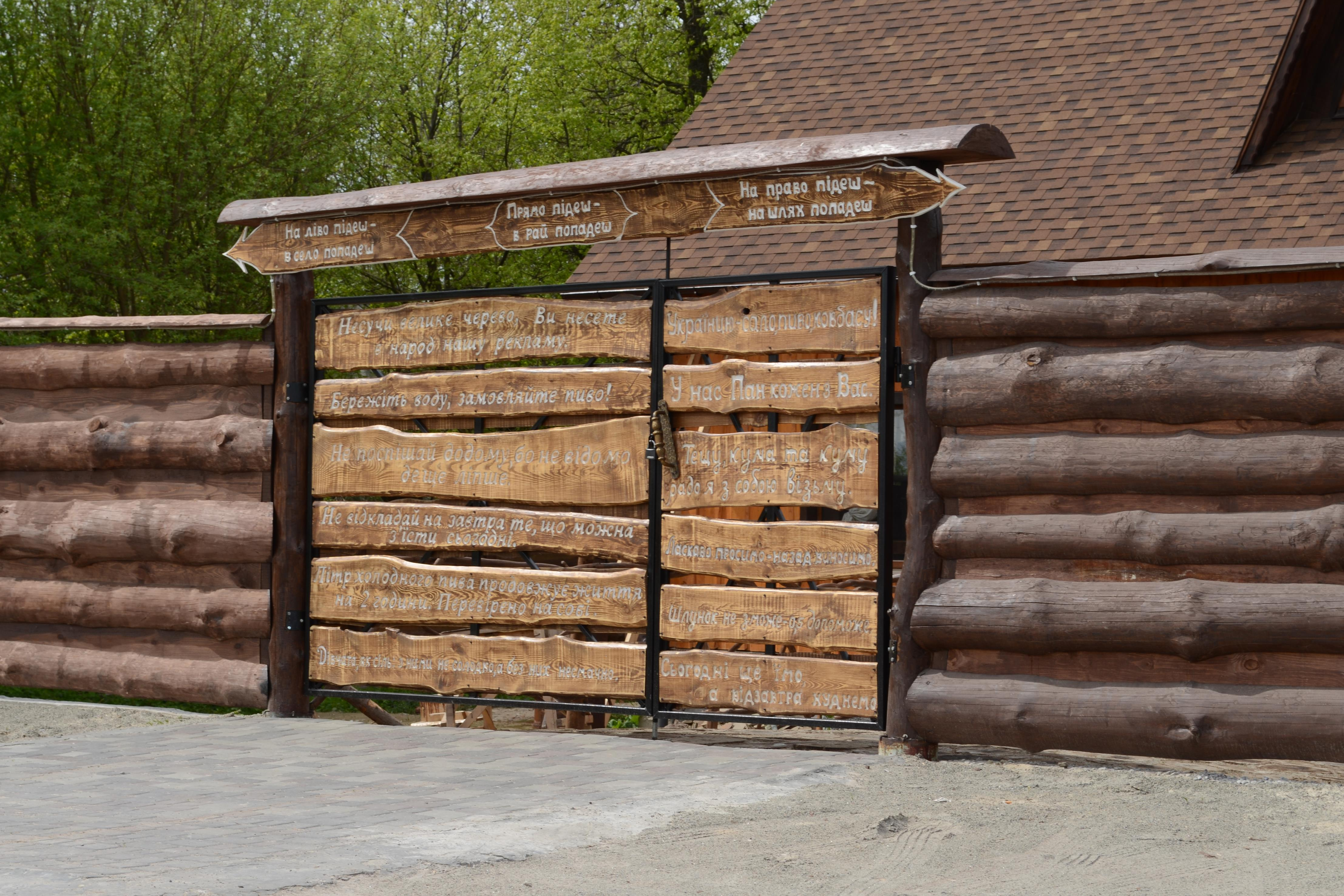
Ворота "Панської хати"
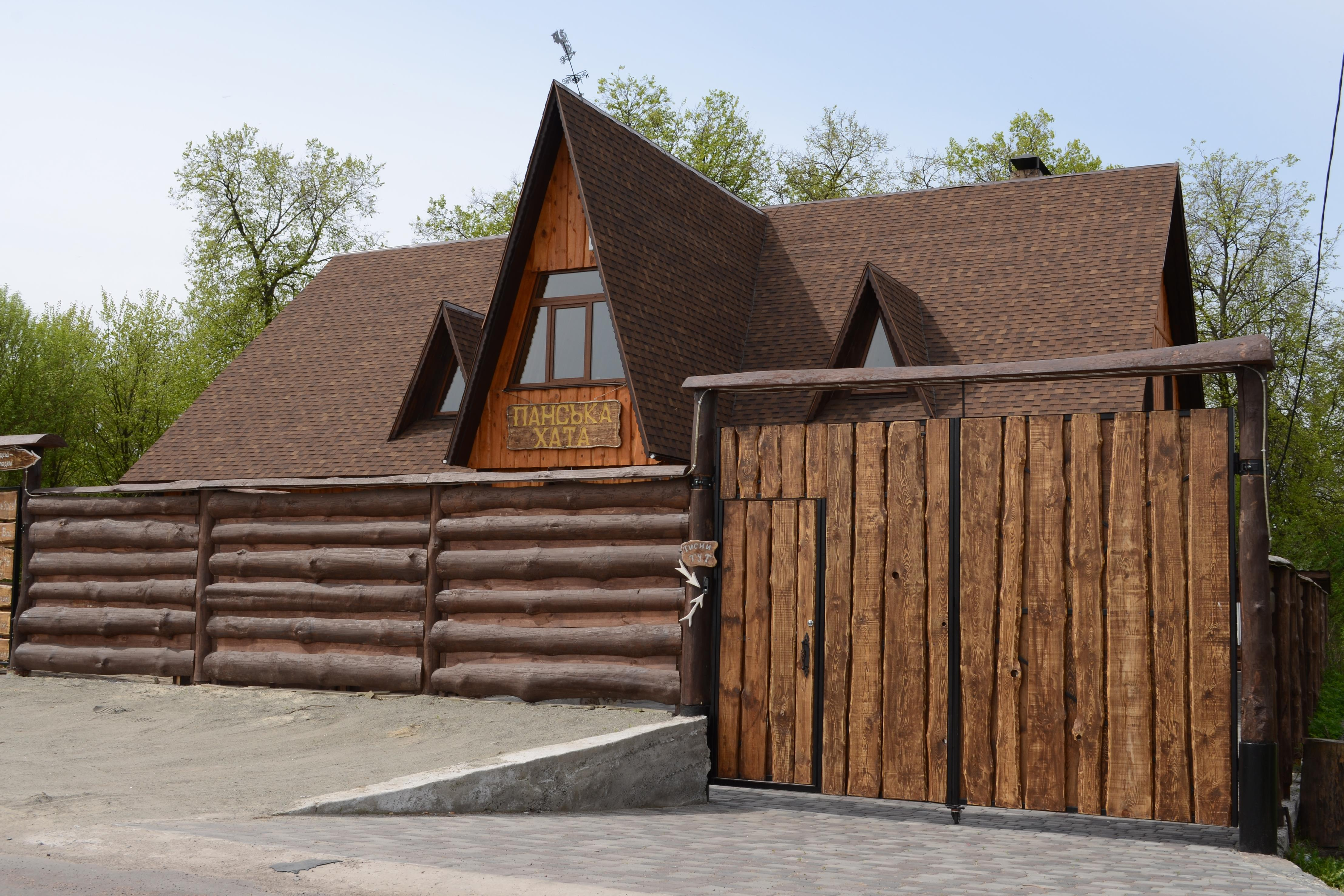
Панська хата
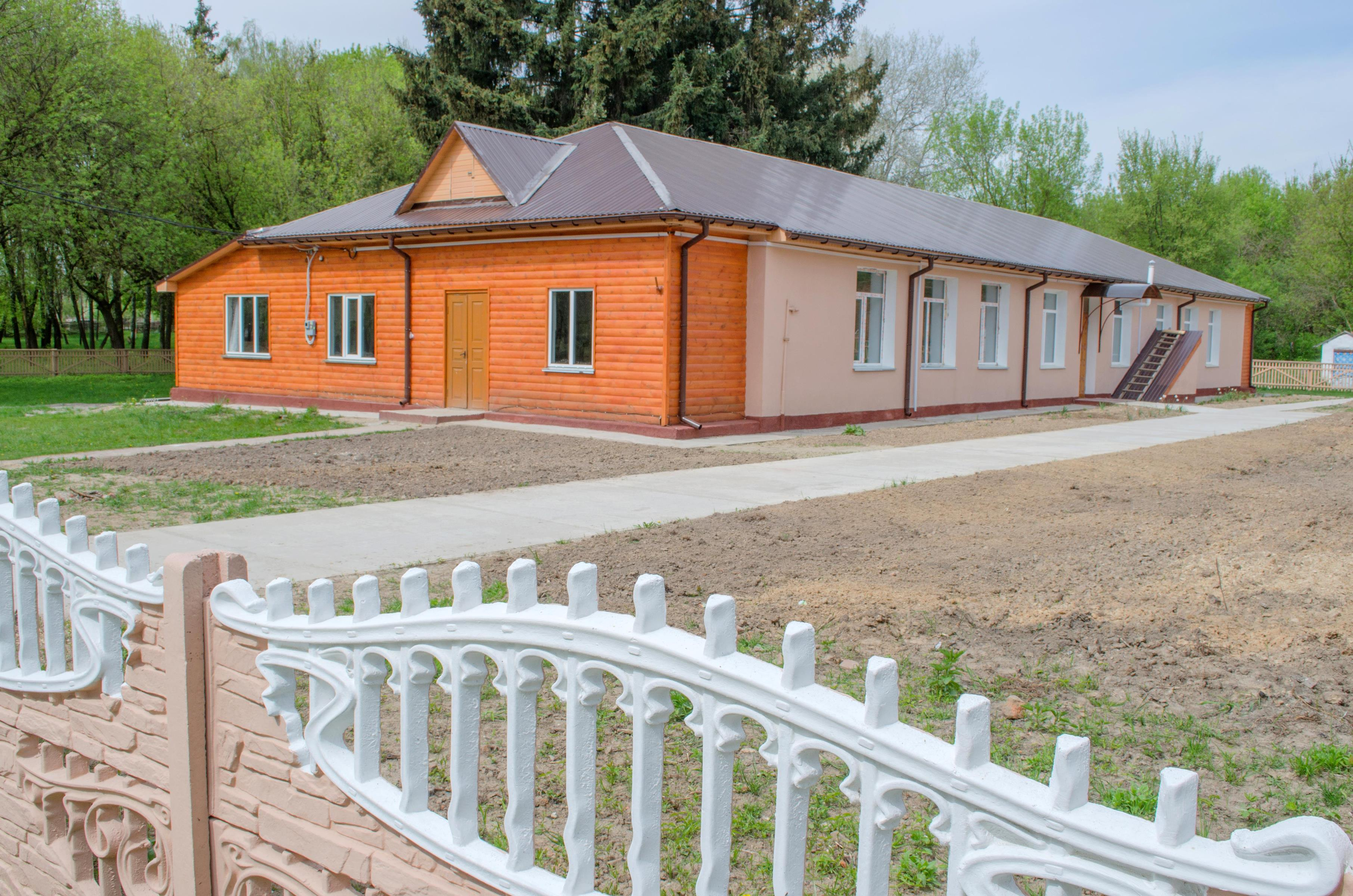
Дитячий садок
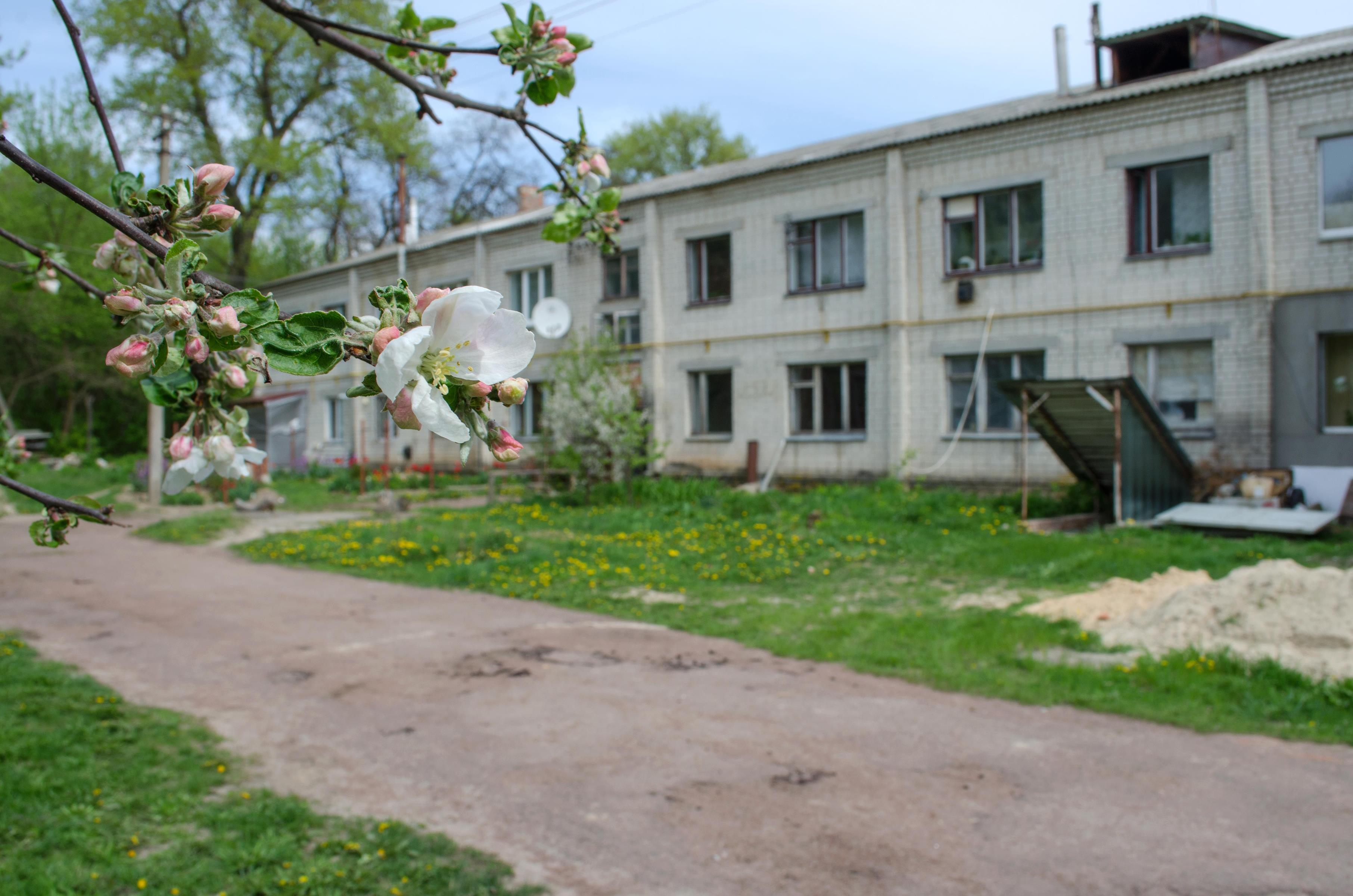
Двоповерховий житловий будинок
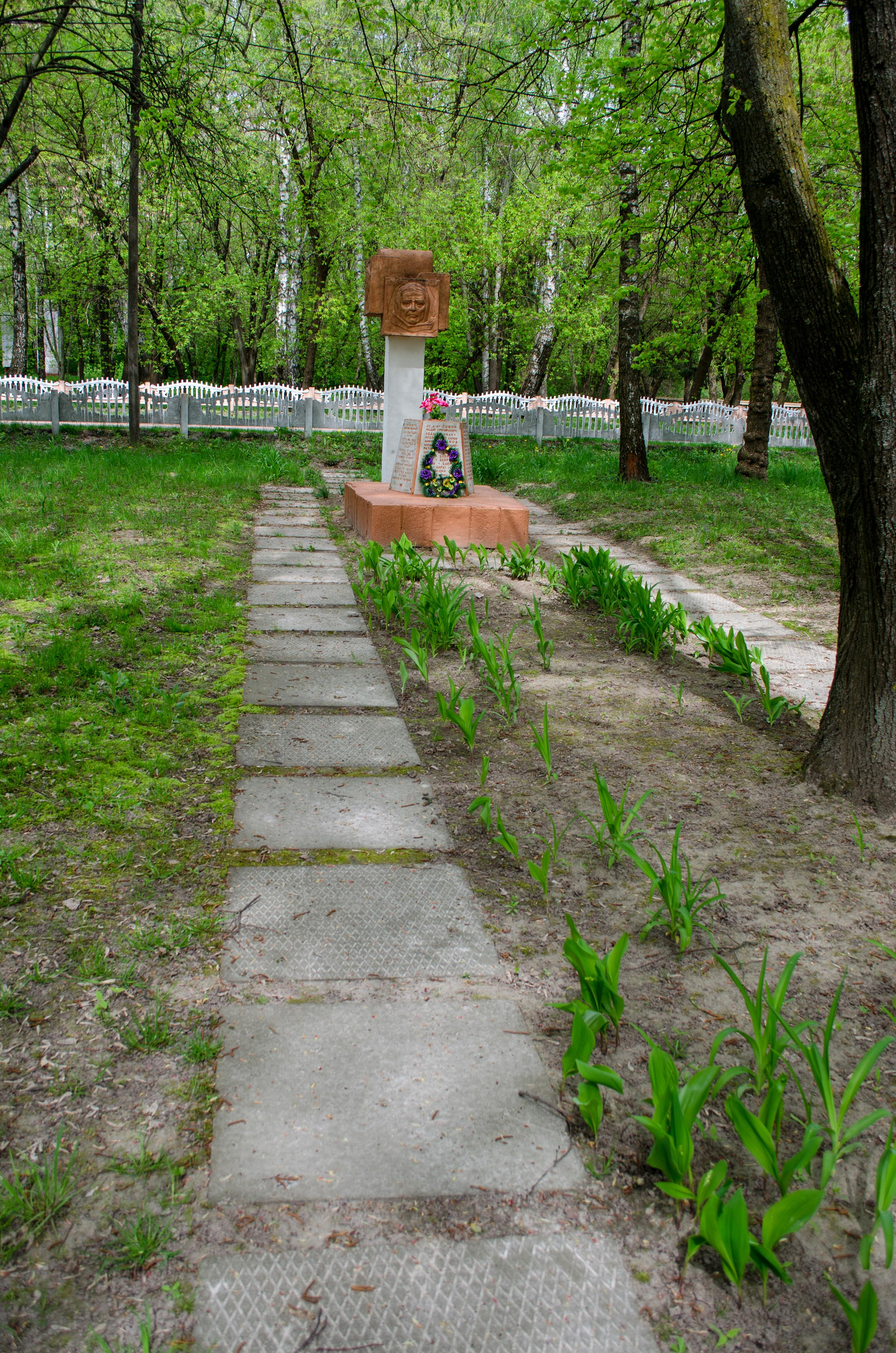
Братська могила